# Климнюк Сергій Васильович
Климнюк Сергій Васильович (нар. 14 січня 1976 р.) — український спринтер-каноїст, який змагався на початку 2000-х. Він виграв бронзову медаль у перегонах C-2 200 м на Чемпіонат світу 2003 року в Гейнсвіллі.
Климнюк також фінішував восьмим на дистанції C-2 500 м на літніх Олімпійських іграх 2000 року в Сіднеї.